# Lijst van Europese wedstrijden van FC Zlín
De Tsjechische voetbalclub FC Zlín speelt sinds 1970 wedstrijden in Europese competities. Hieronder volgt een overzicht van de gespeelde wedstrijden per seizoen.

## Europese duels
Uitslagen vanuit gezichtspunt FC Zlín
| Seizoen | Competitie    | Ronde        | Land                 | Club                 | Totaalscore | 1e W    | 2e W    | PUC |
| ------- | ------------- | ------------ | -------------------- | -------------------- | ----------- | ------- | ------- | --- |
| 1970/71 | Europacup II  | Q            | Vlag van Ierland     | Bohemians FC         | 4-3         | 2-1 (U) | 2-2 (T) | 5.0 |
|         | Europacup II  | 1R           | Vlag van Nederland   | PSV Eindhoven        | 2-2 u       | 2-1 (T) | 0-1 (U) | 5.0 |
| 2004    | Intertoto Cup | 1R           | Vlag van Finland     | MyPa-47 Anjalankoski | 4-3         | 1-1 (U) | 3-2 (T) | 0.0 |
|         | Intertoto Cup | 2R           | Vlag van België      | KVC Westerlo         | 3-0         | 0-0 (U) | 3-0 (T) | 0.0 |
|         | Intertoto Cup | 3R           | Vlag van Spanje      | Atlético Madrid      | 4-4 u       | 2-4 (T) | 2-0 (U) | 0.0 |
| 2005    | Intertoto Cup | 1R           | Vlag van Wit-Rusland | Neman Grodno         | 1-0         | 1-0 (U) | 0-0 (T) | 0.0 |
|         | Intertoto Cup | 2R           | Vlag van België      | AA Gent              | 0-1         | 0-1 (U) | 0-0 (T) | 0.0 |
| 2017/18 | Europa League | Groep F      | Vlag van Moldavië    | FC Sheriff Tiraspol  | 0-1         | 0–0 (T) | 0–1 (U) | 2.0 |
|         | Europa League | Groep F      | Vlag van Rusland     | Lokomotiv Moskou     | 0-5         | 0–3 (U) | 0–2 (T) | 2.0 |
|         | Europa League | Groep F (4e) | Vlag van Denemarken  | FC Kopenhagen        | 1-4         | 1–1 (T) | 0–3 (U) | 2.0 |

Totaal aantal punten voor UEFA coëfficiënten: 7.0
Zie ook
- Deelnemers UEFA-toernooien Tsjechië
- Deelnemers UEFA-toernooien Tsjecho-Slowakije
- Ranglijst van alle clubs die in de diverse Europa Cups zijn uitgekomen

## Resultaten
| #     | Betekenis       |
| ----- | --------------- |
| Q     | Voorronde       |
| PO    | Play-Off        |
| Groep | Groepsfase      |
| 1R    | Eerste ronde    |
| 2R    | Tweede ronde    |
| 3R    | Derde ronde     |
| 1/8   | 1/8ste finale   |
| 1/4   | Kwartfinale     |
| 1/2   | Halve finale    |
| F     | Verloren finale |
| W     | Winnaar finale  |

| Seizoen | - Europacup I - Champions League | - Europacup II | - Jaarbeursstedenbeker - UEFA Cup - Europa League | - International Football Cup - Intertoto Cup | - Mitropacup |
| ------- | -------------------------------- | -------------- | ------------------------------------------------- | -------------------------------------------- | ------------ |
| 1970/71 |                                  | 1R             |                                                   |                                              |              |
| 2004    |                                  |                |                                                   | 3R                                           |              |
| 2005    |                                  |                |                                                   | 2R                                           |              |
| 2017/18 |                                  |                | 1R                                                |                                              |              |

### Aantal
| Naam                         | Competities                | Aantal | Seizoen    | 2e | Win |
| ---------------------------- | -------------------------- | ------ | ---------- | -- | --- |
| Beker voor Landskampioenen   | Champions League           | –      | –          | –  | –   |
| Beker voor Landskampioenen   | Europacup I                | –      | –          | –  | –   |
| Beker voor Bekerwinnaars     | Europacup II               | 1×     | 1970/71    | –  | –   |
| Europa League                | Europa League              | 1×     | 2017/18    | –  | –   |
| Europa League                | UEFA Cup                   | –      | –          | –  | –   |
| Europa League                | Jaarbeursstedenbeker       | –      | –          | –  | –   |
| Vriendschappelijk Europa Cup | Intertoto Cup              | 2×     | 2004, 2005 | –  | –   |
| Vriendschappelijk Europa Cup | International Football Cup | –      | –          | –  | –   |
| Vriendschappelijk Mitropacup | Mitropacup                 | –      | –          | –  | –   |

## Clubs waar FC Zlín tegen speelde
| Club                 | Land                 | Wedstrijden | Seizoen | W. | G. | V. |
| -------------------- | -------------------- | ----------- | ------- | -- | -- | -- |
| België               |                      |             |         |    |    |    |
| AA Gent              | Vlag van België      | 2×          | 2005    |    | 1× | 1× |
| KVC Westerlo         | Vlag van België      | 2×          | 2004    | 1× | 1× |    |
| Denemarken           |                      |             |         |    |    |    |
| FC Kopenhagen        | Vlag van Denemarken  | 2×          | 2017/18 |    | 1× | 1× |
| Finland              |                      |             |         |    |    |    |
| MyPa-47 Anjalankoski | Vlag van Finland     | 2×          | 2004    | 1× | 1× |    |
| Ierland              |                      |             |         |    |    |    |
| Bohemians FC         | Vlag van Ierland     | 2×          | 1970/71 | 1× | 1× |    |
| Moldavië             |                      |             |         |    |    |    |
| FC Sheriff Tiraspol  | Vlag van Moldavië    | 2×          | 2017/18 |    | 1× | 1× |
| Nederland            |                      |             |         |    |    |    |
| PSV Eindhoven        | Vlag van Nederland   | 2×          | 1970/71 | 1× |    | 1× |
| Rusland              |                      |             |         |    |    |    |
| FK Lokomotiv Moskou  | Vlag van Rusland     | 2×          | 2017/18 |    |    | 2× |
| Spanje               |                      |             |         |    |    |    |
| Atlético Madrid      | Vlag van Spanje      | 2×          | 2004    | 1× |    | 1× |
| Wit-Rusland          |                      |             |         |    |    |    |
| Neman Grodno         | Vlag van Wit-Rusland | 2×          | 2005    | 1× | 1× |    |

FC Baník Ostrava · FK Chmel Blšany · 1. FK Drnovice · FC Hradec Králové · FK Jablonec · FK Mladá Boleslav · SFC Opava · FK Příbram · SK Simga Olomouc · SK Slavia Praag · 1. FC Slovácko · FC Slovan Liberec · AC Sparta Praag · FK Teplice · FC Viktoria Pilsen · FK Viktoria Žižkov · FC Zbrojovka Brno · FC Zlín